# مانويل سول
مانويل سول (بالإسبانية: Manuel Sol) (31 أغسطس 1973 بمدينة مكسيكو في المكسيك - ) هو لاعب كرة قدم مكسيكي في مركز الوسط، شارك في الألعاب الأولمبية الصيفية 1996. وشارك مع منتخب المكسيك تحت 20 سنة لكرة القدم ومنتخب المكسيك لكرة القدم. أما مع النوادي، فقد لعب مع أتلانتي إف سي ونادي أونيفرسيداد ناسيونال ونادي بويبلا ونادي غوادالاخارا ونادي مونتيري ونادي نيكاكسا.

## مسيرته الكروية
لعب مانويل سول خلال مسيرته الاحترافية مع 6 أندية في ستة عشر موسمًا وسجل خلالها 13 هدفًا ضمن 339 مباراة. حيث فاز في موسم واحد بالكأس وفي ثلاثة مواسم بالدوري.
خاض مانويل سول مسيرته مع نادي أونيفرسيداد ناسيونال في موسم 1992–93 ولمدة موسمين، مشاركًا في 9 مباريات ولم يسجل أي هدف. ثم انتقل إلى نادي نيكاكسا في موسم 1994–95 ولمدة موسمين، حيث شارك في 29 مباراة سجل خلالها هدفًا واحدًا. لينتقل بعدها إلى نادي أتلانتي إف سي في موسم 1996–97 في المرة الأولى لمدة موسم واحد ثم في موسم 1998–99 واستمر معه طيلة ثلاثة مواسم، مشاركًا طوالها في 85 مباراة سجل خلالها 3 أهداف. ثم انتقل إلى نادي بويبلا في موسم 1997–98 لمدة موسم واحد، مشاركًا في 32 مباراة سجل خلالها 3 أهداف أيضًا. هذا وانتقل لاحقًا إلى نادي غوادالاخارا في موسم 2001–02 ليلعب معه ستة مواسم، مشاركًا في 167 مباراة سجل خلالها 5 أهداف.

## وصلات خارجية
- مانويل سول على موقع الاتحاد الدولي (مؤرشف)  (الإنجليزية)
- مانويل سول على موقع قاعدة بيانات كرة القدم.إي يو (الإنجليزية)
- مانويل سول على موقع ناشيونال فوتبول تيمز (الإنجليزية)
- مانويل سول على موقع Soccerway.com (الإنجليزية)
- مانويل سول على موقع أوليمبيديا (الإنجليزية)